# Jurassic Park (pinball)
Hi ha hagut quatre adaptacions de pinball de la franquícia de cinema de Parc Juràssic: una màquina física realitzada per Data East el mateix any que va arribar la pel·lícula. La segona fou The Lost World, de Sega el 1997, que es basa en la segona pel·lícula de la sèrie, una taula virtual desenvolupada per Zen Studios en el 25è aniversari de la franquícia i una nova taula física fabricada per Stern Pinball un any després. Les quatre taules es comporten de manera diferent.

## Versió original de Data East
D'aquesta versió es van produir 9.008 unitats començant en el juny de 1993. És considerada com un clàssic del pinball.

### Jugabilitat
Hi ha onze modes de joc, anomenats "Computer Screens". Comencen disparant la bola a la dreta, anomenada "Control Room", quan s'encén. Aquests modes es poden apilar (és a dir, un mode es pot executar mentre un altre mode està en curs). El Control Room s'il·lumina breument per la rampa dreta o per la via interior, i s'il·lumina permanentment disparant el Power Shed (bola a la dreta) a la part superior dreta del camp de joc.
- Stampede
- Escape Isla Nublar
- Raptor Two-Ball: Encendre el moll del vaixell (plat al bucle dret) per a la multibola Raptor Two-Ball. Disparar al Raptor Pit recull la pilota i en dona 2 més.
- Electric Fence: Cal colpejar els para-xocs un cert nombre de vegades per treure en Timmy de la tanca elèctrica, abans que s'electrocuti.
- Spitter Attack
- System Boot: Disparar al búnquer, a la sala de control i a les culleres de Power Shed per recollir un màxim de 30 milions de punts.
- Raptors' Rampage
- Mosquito Millions
- Feed T-Rex: Disparar el plat T-Rex per alimentar la "cabra" (bola) al T-Rex per 30 milions de punts.
- Bone Busting
- Light Extra Ball: Extra Ball s'encén als molls de vaixells.

Completar tots els modes de pantalla de l'ordinador il·lumina la sala de control per al System Failure, un "mode de mag" de sis boles on tots els tirs al camp de joc valen un milió de punts. Té una durada de 45 segons.

## Zen Studios
A finals de la dècada de 2010, es van estrenar dues adaptacions addicionals de pinball de la pel·lícula. La segona adaptació de pinball de Jurassic Park és una taula virtual desenvolupada per Zen Studios com una de les tres taules del paquet de pinball Jurassic Park, dissenyada per celebrar el 25è aniversari de la franquícia, que és un complement per a Pinball FX 3 que es va publicar el 20 de febrer de 2018.
A més de desenvolupar una adaptació digital de pinball de la pel·lícula, Zen Studios també va desenvolupar una altra taula de pinball que reflexiona sobre les seves conseqüències, titulada Jurassic Park: Pinball Mayhem, que també és una de les tres taules de l'esmentat pack de pinball de Jurassic Park.

## Stern Pinball
Stern Pinball va llançar una tercera adaptació de pinball de la pel·lícula el 2019.
Stern va crear tres versions: Pro, Premium i Limited Edition. Tots els models inclouen una bola de newton cinètica giratòria única Jungle Explorer Vehicle, tres aletes, quatre rampes i una escultura personalitzada de T-Rex. Els models d'edició Premium i Limitada inclouen un mecanisme motoritzat per menjar la bola, llançar pilota, T-Rex i un mecanisme interactiu de bloqueig de bola Raptor Pen. El joc inclou la banda sonora de John Williams de Jurassic Park.
El model d'edició limitada està limitat a 500 unitats i inclou una placa numerada, un vidre posterior temàtic personalitzat, il·lustracions del gabinet i fulles artístiques, així com un motor agitador i un vidre antireflex.
Al joc es mostren mostres de la veu de Wayne Knight que apareixen a la pel·lícula original.

### Visió general del joc i objectius
El virus informàtic de Dennis Nedry continua fent de Parc Juràssic un caos. Els dinosaures estan solts a l'illa i els empleats estan en perill. El jugador ha de rescatar el bastó i capturar els dinosaures i, finalment, organitzar una fugida.

#### Trets d'habilitat i multibola
Hi ha diversos tirs d'habilitat i multiboles al llarg del joc. El tir d'habilitat a Jurassic Park és una seqüència combinada: després d'una immersió completa, primer s'ha de disparar la rampa esquerra, després la rampa dreta, després la rampa lateral i després l'òrbita dreta. Cada tret de la seqüència atorga 2x, 4x i 6x el valor base. També hi ha trets d'habilitats secretes i el tir d'habilitats MXV.
Hi ha tres multiboles diferents: multiball CHAOS, Raptor Tri-Ball i multiball King of the Island.

#### Mini modes de mag
Existeixen tres modes de mini-assistent: un per arribar al final del mapa, un per jugar a tots els modes de la sala de control i un per jugar a tots els modes T. Rex. Jugar a aquests tres modes és un requisit per desbloquejar Escape Nublar.

#### Mode mag 'Escape Nublar'
Un cop finalitzats els tres modes de mini-assistent, comença Escape Nublar Wizard. L'objectiu d'Escape Nublar és tornar a través dels Paddocks fins a la porta principal i l'heliport mentre es rescata el personal i els dinosaures restants abans que el volcà entri en erupció. Aquest és un mode d'assistent d'una sola bola on teniu tres "boles" (camions) per completar el mode. Cada Paddock consta de dues fases: Fase de rescat i Fase de navegació.

### Accessoris de Stern
Stern també va oferir accessoris per a Jurassic Park:
- Jurassic Park topper: aquest topper interactua amb el joc capturant dinosaures per encendre una lletra a Jurassic Park. El progrés de la carta es trasllada de joc en joc. S'entra al Jurassic Park per a un mode especial (Goat Mania).
- Jurassic Park dins de les fulles artístiques
- Armadura lateral de Jurassic Park
- Pom del tirador de Jurassic Park: el pom del tirador està coronat amb un globus d'ambre en forma d'ou, que allotja un mosquit fossilitzat suspès.